# Vallet

Vallet este o comună în departamentul Loire-Atlantique, Franța. În 2009 avea o populație de 8.301 locuitori.